# Ninjago: Meister der Zeit
Meister der Zeit (Alternativ Die Meister der Zeit, Originaltitel Hands of Time) ist die siebte Staffel der computeranimierten Fernsehserie Ninjago: Meister des Spinjitzu (seit Staffel 11 nur Ninjago). Die Serie wurde von Michael Hegner und Tommy Andreasen entwickelt. Die siebte Staffel, die nach dem Special Tag der Erinnerungen spielt, wurde vom 18. April 2017 bis zum 28. April 2017 ausgestrahlt.
In dieser Staffel werden die beiden Hauptgegner Krux und Acronix in der Serie vorgestellt, die das Element der Zeit beherrschen. Es geht darum, dass die beiden Zwillinge vier über Ninjago verstreute Zeitklingen und die Geschwister Kai und Nya, die den Zeitzwillingen durch die Zeit folgen. Die Staffel endet mit einem Cliffhanger, in dem Sensei Wu im Zeitwirbel verloren geht, was erst in der 8. Staffel (Garmadons Motorrad-Gang) angegangen wurde.

## Synchronisation (Hauptcharaktere)
| Rolle               | Englischer Sprecher  | Deutscher Sprecher            |
| ------------------- | -------------------- | ----------------------------- |
| Lloyd Garmadon      | Jillian Michaels     | Christian Zeiger              |
| Maya                | Jillian Michaels     | Uschi Hugo                    |
| Kai                 | Vincent Tong         | Wanja Gerick                  |
| Ray                 | Vincent Tong         | Peter Flechtner               |
| Jay Walker-Gordon   | Michael Adamthwaite  | Tobias Nath                   |
| Zane Julien         | Brent Miller         | Robin Kahnmeyer               |
| Cole                | Kirby Morrow         | Dirk Stollberg                |
| Nya                 | Kelly Metzger        | Magdalena Turba               |
| Meister Wu          | Paul Dobson          | Reinhard Scheunemann          |
| Dr. Sander Saunders | Michael Daingerfield | Lutz Mackensy (7.01–7.02)     |
| Krux                | Michael Daingerfield | Stefan Staudinger (7.03–7.10) |
| Acronix             | Ian Hanlin           | Marios Gavrilis               |

## Entstehung und Veröffentlichung
Die Animation für die siebte Staffel wurde bei Wil Film ApS in Dänemark produziert. Mit dieser Staffel wurde auch eine neue Version des Titellieds The Weekend Whip von The Fold namens The Temporal Whip veröffentlicht.
Am 19. Dezember 2016 wurde ein Trailer zur Staffel auf dem LEGO YouTube-Kanal veröffentlicht. Die Staffelpremiere erfolgte am 18. April 2017 auf Super RTL. Die restlichen Folgen erschienen innerhalb von nur 10 Tagen, bis am 28. April 2017 schließlich die letzte Folge der Staffel namens Reise in die Vergangenheit erschien. Somit ist sie eine von den 2 Staffeln, die all ihre Episoden vor der englischsprachigen Premiere erhielt.
Am 15. Mai 2017 wurde die Premiere in Amerika von Meister der Zeit auf Cartoon Network ausgestrahlt und erreichte mit 0,73 Millionen Zuschauern Platz 77 der Top 150 Monday Original Cable Telecasts.

## Handlung
Nach 40 Jahren Gefangenschaft im Zeitwirbel, taucht Acronix wieder auf und kämpft gegen Meister Wu. Während des Kampfs taucht die erste Zeitklinge, mit der Meister Wu des Zeitschlags zum Opfer wird, wodurch er schneller altert, die die Zeit verschnellern kann aus dem Zeitwirbel auf. Acronix und sein Zwilling Krux vereinen sich nach Jahrzehnten wieder. Wu erzählt die Geschichte Zwillingsbrüder, die einst mit den Elementarmeistern verbündet waren, sie aber verraten hatten. Kais und Nyas Eltern, Ray und Maya, schmiedeten vier Zeitklingen, mit denen Wu und Garmadon die Elementarkräfte der Zwillinge absorbierten, bevor sie die Klingen in den Zeitwirbel verbannten. Krux war vor Jahren aus dem Wirbel aufgetaucht und hatte sich als Dr. Sander Saunders, Leiter des Ninjago Geschichtsmuseums, verkleidet.
Die Zwillinge setzten ihren Masterplan fort. Krux hat eine Armee von Schlangen-Samurai gezüchtet. Die Zwillinge entführen Cyrus Borg und verschiedene Arbeiter aus Ninjago City, um die verhängnisvolle Dämmerung, einen zeitreisenden Mech, zu bauen. Die Ninja versuchen, die Schlangen-Samurai zu bekämpfen, stellen aber fest, dass sie sich nachdem sie zerfallen sind, sich wieder zusammensetzen können. Kai besucht das Ninjago Geschichtsmuseum und kämpft mit Nya gegen die ehemaligen Elementarmeister. Krux erzählt Kai, dass seine Eltern Verräter waren und den Brüdern geholfen haben, als sie vor Jahrzehnten gegen die anderen Elementarmeister kämpften. Die Schlangen-Samurai finden die zweite Zeitklinge, die die Zeit verlangsamen kann, in der Wüste, doch die Ninja tauchen auf und nehmen sie ihnen ab. Daraufhin greift die Armee der Zwillinge Sensei Yangs Tempel an und schaffen es schließlich, die beiden Zeitklingen zu stehlen. Als die dritte Zeitklinge, die die Zeit anhalten kann auftaucht, stehen die Brüder bereits an ihrem Ankunftsort.
Die Ninja teilen sich im Dschungel, wo die Base der Zwillinge ist auf, um Cyrus, die Arbeiter und Wu zu retten. Kai läuft zur Schmiede und greift seinen Vater, den vermeintlichen Verräter, an. Ray und Maya erklären, dass sie gezwungen wurden für die Zeitzwillinge zu arbeiten und dass sie die letzte Zeitklinge, mit der man die Zeit zurückdrehen kann, bereits vor 40 Jahren versteckt haben. Dies hören die Zwillinge jedoch und zwingen Kai und Nya die Zeitklinge vom Grund des kochenden Ozeans zu holen. Sie fliegen zur Position der Zeitklinge, können sie besorgen, werden jedoch mit ihr von den Zwillingen angegriffen, was mit einem weiteren Zeitschlag auf Ray endet.
Die Zeitzwillinge reisen 40 Jahre zurück an denselben zeitlichen Punkt, an dem sie gegen die Elementarmagier kämpften und greifen das Kloster an, aber Kai, Nya und Wu, die ihnen in den Zeitwirbel gefolgt sind, schließen sich dem Kampf an, und die Elementarmeister gewinnen die Oberhand. Während des Kampfes verändern die Zeitzwillinge die Vergangenheit, indem sie Wu zwingen, sich zu ergeben, wodurch das heutige Ninjago in sein vortechnologisches Zeitalter zurückversetzt wird. Kai und Nya reiten mit dem Fusionsdrachen in den Kampf gegen die verhängnisvolle Dämmerung. Die Meister der Zeit öffnen einen weiteren Zeitwirbel, um zu entkommen, aber Kai, Nya und Wu stellen sich ihnen entgegen. Während des Kampfes reißt Wu die Zeitumkehrklinge heraus und überlastet dabei die verhängnisvolle Dämmerung im Zeitreiseprozess. Kai und Nya werden mit der Zeitumkehrklinge aus dem Mech geschleudert und kehren in die Gegenwart zurück. Ninjago wird in seiner technischen Pracht wiederhergestellt, und Kai benutzt die Zeitumkehrklinge, um die schnelle Alterung seines Vaters zu heilen. Die Zeitzwillinge und Wu sind in der Zeit an Bord der verhängnisvollen Dämmerung verloren.

## Episoden
| Nr. (ges.) | Nr. (St.) | Deutscher Titel                                                               | Originaltitel                            | Regie                  | Drehbuch     | Premiere USA | Dt. Premiere D |
| ---------- | --------- | ----------------------------------------------------------------------------- | ---------------------------------------- | ---------------------- | ------------ | ------------ | -------------- |
| 65         | 1         | Meister der Zeit                                                              | The Hands of Time                        | Michael Helmuth Hansen | David Shayne | 15. Mai 2017 | 18. Apr. 2017  |
| 66         | 2         | Das große Schlüpfen                                                           | The Hatching                             | Trylle Vilstrup        | David Shayne | 16. Mai 2017 | 18. Apr. 2017  |
| 67         | 3         | Geschwister                                                                   | A Time of Traitors                       | Peter Hausner          | John Behnke  | 17. Mai 2017 | 19. Apr. 2017  |
| 68         | 4         | Metalldiebe                                                                   | Scavengers                               | Michael Helmuth Hansen | Jack Thomas  | 18. Mai 2017 | 20. Apr. 2017  |
| 69         | 5         | Die zweite Zeitklinge (Alternativ: Eine Linie im Sand)                        | A Line in the Sand                       | Trylle Vilstrup        | Adam Beechen | 19. Mai 2017 | 21. Apr. 2017  |
| 70         | 6         | Im Siegesrausch                                                               | The Attack                               | Peter Hausner          | Ryan Levin   | 22. Mai 2017 | 24. Apr. 2017  |
| 71         | 7         | Jede Menge Geheimnisse                                                        | Secrets Discovered                       | Michael Helmuth Hansen | Jack Thomas  | 23. Mai 2017 | 25. Apr. 2017  |
| 72         | 8         | Familientreffen (Alternativ: Pause und Effekt)                                | Pause and Effect                         | Trylle Vilstrup        | John Behnke  | 24. Mai 2017 | 26. Apr. 2017  |
| 73         | 9         | Zwei wie Feuer und Wasser (Alternativ: Aus dem Feuer, in das kochende Wasser) | Out of the Fire and Into the Boiling Sea | Peter Hausner          | David Shayne | 25. Mai 2017 | 27. Apr. 2017  |
| 74         | 10        | Reise in die Vergangenheit (Alternativ: Verloren in der Zeit)                 | Lost in Time                             | Michael Helmuth Hansen | David Shayne | 26. Mai 2017 | 28. Apr. 2017  |

## Reguläre Lego-Sets zur Staffel
Im Frühjahr 2017 erschienen sieben reguläre Lego-Sets zur Staffel.
| Name                           | Lego-Artikelnummer | Teile      | Preis (UVP) |
| ------------------------------ | ------------------ | ---------- | ----------- |
| Vermillion-Falle               | 70621              | 83 Stück   | 9,99 €      |
| Wüstenflitzer                  | 70622              | 201 Stück  | 19,99 €     |
| Schatten des Ninja-Flugseglers | 70623              | 360 Stück  | 29,99 €     |
| Vermillion Eindringling        | 70624              | 313 Stück  | 29,99 €     |
| Samurai Turbomobil             | 70625              | 428 Stück  | 39,99 €     |
| Verhängnisvolle Dämmerung      | 70626              | 704 Stück  | 59,99 €     |
| Drachenschmiede                | 70627              | 1137 Stück | 79,99 €     |

## Kritik
Die Rezensentin Melissa Camacho von Common Sense Media bewertete Hands of Time mit 3 von 5 Sternen und merkte an, dass die Staffel „viel Fantasy-Gewalt“ und Themen wie „Loyalität, Teamwork und Aufopferung“ enthält. Die Rezensentin kommentierte außerdem: „Diese unterhaltsame Staffel der beliebten Action-Serie bietet weiterhin eine gut entwickelte Geschichte mit den für die Serie typischen Lektionen über Geduld, Gleichheit und vor allem Loyalität und Teamwork.“ RJ Carter von Critical Blast bewertete die Staffel mit 4,5 von 5 Sternen und kommentierte: „Für eine Staffel, die nur zehn Episoden lang ist, und mit Episoden, die kaum 30 Minuten lang sind, schafft es Lego Ninjago, eine Menge Geschichte in die Serie zu packen, so dass man von Folge zu Folge wiederkommt.“